# Нэнси Дрю. Похищение в театре
«Нэнси Дрю: Похищение в театре» (англ. Nancy Drew: The Final Scene) — компьютерная игра, пятая в серии квестов про Нэнси Дрю от студии Her Interactive. Игра была создана в 2001 году. В России вышла в 2008 году. В основе сюжета игры лежит одноимённая 38-я книга серии «Файлы Нэнси Дрю», вышедшая в 1989 году.

## Игровой процесс

Геймплей игры

Геймплей игры мало отличается от предыдущих игр серии: интерфейс все тот же, головоломки классические. Как и в предыдущих играх серии, экран поделен на три основных части. В верхней отображается вид на локацию от первого лица, там же можно выбирать действия и перемещаться между локациями, а в двух нижних удобно расположен инвентарь и поле с описанием предметов и диалогами. В то же время, некоторые рецензенты отмечают, что окно с локацией слишком маленькое, из-за чего иногда сложно перемещаться по локациям.
Локации в игре можно осмотреть, поворачиваясь на все 360 градусов. Они выполнены качественно в 3D и детализировано. В игре курсором мыши можно было и взаимодействовать с предметами и перемещаться по локациям. Курсор обычно выглядит как лупа, он подсвечивается красным при наведении на предметы, с которыми можно взаимодействовать, и меняет форму на стрелку, если возможно перемещение. Кроме исследования комнат и поиска потайных дверей, геймплей состоит и из головоломок, которые были критиками найдены интересными, хотя иногда и повторяющимися с прошлыми играми. Одной из лучших задач в игре была сочтена загадка на разгадывание старых магических трюков.
В игре есть два уровня сложности. Выбрать один из них можно только в начале игры. Уровни влияют на количество подсказок и сложность головоломок, но не на развитие событий в игре.
В случае совершения какой-нибудь фатальной ошибки, появляется возможность использовать функцию «Второй шанс» и начать игру с места прямо перед совершенной ошибкой. Как и в предыдущих играх, Нэнси может позвонить своим друзьям: Джесс или Бесс, чтобы получить подсказки о том, что делать дальше.

## Сюжет
Школьная подруга Нэнси Майя Уэн приглашает её в Сент-Луис на премьеру фильма «Неотвратимая судьба» в театре «Ройял Палладиум». Театр планируется к сносу в ближайшие три дня из-за ветхости здания. Майя — репортёр студенческой газеты и собирается взять интервью у актёра Брэди Армстронга, звезды этого фильма.
В первый же день по прибытии Майя пропадает, а Нэнси получает звонок, в котором ей говорят, что её подруга погибнет вместе с театром, если его действительно снесут. Полиция отказывается принимать заявление о похищении, пока не пройдет 24 часа, или ей не докажут, что похищение имело место, так что Нэнси начинает своё расследование.
На второй день Нэнси получает погребальный венок с именем Майи, предупреждающий, что ей нужно остановить снос здания, чтобы подруга осталась жива. В ходе своего расследования Нэнси находит в театре магическую комнату, связанную ещё с 1920-ми годами, когда на сцене театра выступали такие маги, как Гарри Гудини. Нэнси почти находит Майю, но её успевают перепрятать, впрочем при этом остаются улики, которые можно предъявить полиции. Полицейские утверждают, что смогут приехать лишь следующим утром.
На третий день приехавшая полиция не находит никаких улик на том же месте и снос здания планируется начать, как и было задумано. Нэнси проникает внутрь, продолжая поиски подруги, и находит документы, утверждающие, что «владелец» театра, решивший его снести, не имеет полного права распоряжаться зданием. Затем она сталкивается с преступником и оказывается заперта в одной из комнат, из которой ей надо сбежать, найдя Майю, и успеть остановить снос здания.

## Отзывы
| Сводный рейтинг          | Сводный рейтинг |
| Агрегатор                | Оценка          |
| ------------------------ | --------------- |
| GameRankings             | 76,60 %         |
| MobyRank                 | 76              |
| Иноязычные издания       |                 |
| Издание                  | Оценка          |
| GameZone                 | 9,3 из 10       |
| Adventure Classic Gaming | 4 из 5          |
| AdventureGamers          | 3 из 5          |
| Universal Hint System    | 3,5 из 5        |
| Русскоязычные издания    |                 |
| Издание                  | Оценка          |
| Absolute Games           | 40 %            |
| «Игромания»              | 5,0 из 10       |

В целом, оценки игры положительные: рейтинг на Game Rankings составляет 76,6 %, на MobyGames — 76/100. Игра получила отметку «Выбор редакции» на портале GameZone.
Графика в игре называется красивой и детализированной. Все детали окружения проработаны до мелочей, хотя она и отстаёт технически от современных ей игр. По качеству ей далеко до, например, Myst IV: Revelation, но свою функцию — декорации для истории — она выполняет.
GameZone отмечает удобство управления в игре и использования инвентаря и его предметов.
Несмотря на то, что игру неинтересно перепроходить, по мнению GameZone, это компенсируется её содержимым и длиной, в то время как представитель Adventure Gamers отметил, что игра слишком коротка и камерна. Adventure Classic Gaming отмечают линейность задач в игре, но хвалят её за атмосферу, юмор и персонажей. Недостатком в то же время названа порой нелогичность действий Нэнси и порой неочевидность того, что же делать дальше, а также необходимость бродить по одним и тем же местам в поисках того, что теперь нового можно сделать.
Персонажи в игре почти не двигаются, выполняя лишь несколько заранее заданных действий и открывая рот при разговоре, что компенсируется отличной работой актёров озвучивания и качеством имеющейся анимации.
Музыкальное и звуковое сопровождение игры привносят свои штрихи к прохождению. Звуки и эффекты оказываются к месту, как и в других играх серии. Музыка в игре выполнена в стиле 1940-х, её посчитали удачной и не приедающейся за время прохождения, хоть и банальной.
Критики считают, игра понравится всем любителям жанра от 10 лет и старше, так как она легка в освоении для новичков, никогда не игравших в подобные игры, и сохраняет долю вызова способностям опытных игроков. Наличие двух режимов сложности предоставляет гибкость, обычно несвойственную квестам. Игра не разочарует поклонников серии, хотя и не дотягивает до «Нэнси Дрю. Опасность за каждым углом», «Нэнси Дрю. Тайна ранчо теней» или даже предыдущей «Нэнси Дрю. Сокровище королевской башни». Серия игр была сочтена примечательной из-за использования классического детективного подхода к головоломкам и событиям.
Локализация игры была оценена «Игроманией» на 1 из 3-х: отмечены «скверный перевод» и неудачное озвучивание главной героини.